# کریستوفر فوگت
کریستوفر فوگت (انگلیسی: Christopher Fogt؛ زادهٔ may ۲۹, ۱۹۸۳ (۴۱ سال)) ورزشکار بابسلد اهل ایالات متحده آمریکا است.